# Martin Mayes
Martin Mayes (* 6. Mai 1952 in Dumfries, Schottland) ist ein in Italien lebender, schottischer Hornist des Avantgarde Jazz und der improvisierten Musik.

## Leben
Mayes studierte klassische und zeitgenössische Musik und kam während seiner Studienjahre in Kontakt mit der Music Improvisation Company von Derek Bailey und Evan Parker. Er spielte mit zahlreichen internationalen Ensembles, wie die von Radu Malfatti, Franz Koglmann, Georg Gräwe, Roberto Ottaviano, Cecil Taylor, Hannes Zerbe oder zusammen mit Theo Jörgensmann im Trio von John Lindberg, sowie dem Spontaneous Music Ensemble und dem Italian Instabile Orchestra. In Ergänzung zu seinen Projekten der improvisierten und der elektronischen Musik beschäftigt sich Mayes zudem mit mittelalterlicher und früher klassischer Musik, so mit dem traditionellen Repertoire des Instruments Waldhorn, dessen Geschichte und Charakter er ausführlich studierte. All diese unterschiedlichen Facetten seiner künstlerischen Persönlichkeit mündeten in sein erstes Soloalbum Unique horn im Jahr 1997. Mayes lebt in Turin.

## Diskografische Hinweise
- Thomas Borgmann: Orkestra Kith ’N Kin (Cadene, 1995)
- John Wolf Brennan: Moskau/Petruschki - Felix Szenen (Leo Records, 1994/95)
- Roberto Ottaviano: Items Of the Old Earth (Splasc(h), 1990)
- Spontaneous Music Ensemble: SME + = SMO (Emanem, 1974)
- Cecil Taylor: Alms/Tiergarten (Spree) (FMP, 1988)